# Уткина, Васса Даниловна
Ва́сса Дани́ловна У́ткина (1900, Красный Яр, Чебоксарский уезд, Казанская губерния, Российская империя ― 1975, Москва, СССР) ― марийский советский врач-окулист. Первая женщина-врач из мари. Заслуженный врач РСФСР (1953). Участница Великой Отечественной войны.

## Биография
Родилась в 1900 году в п. Красный Яр ныне Звениговского района Марий Эл в марийской крестьянской семье.
В 1925 году окончила Казанский университет.
Является первой женщиной-врачом из мари: в 1930―1933 годах работала врачом в Йошкар-Олинской городской больнице.
В январе 1942 года призвана в РККА. Участница Великой Отечественной войны: врач-окулист эвакогоспиталя. В июне 1946 года выбыла в Казахскую ССР.
После войны ― главный врач офтальмологической больницы в г. Великие Луки Псковской области. Затем работала в медицинских учреждениях Калинина (ныне ― Тверь) и Москвы.
За многолетнюю безупречную работу в области здравоохранения в 1953 году ей присвоено почётное звание «Заслуженный врач РСФСР». Награждена медалями.
Ушла из жизни в 1975 году в Москве.

## Признание заслуг
- Заслуженный врач РСФСР (1953)[2]
- Медаль «За доблестный труд в Великой Отечественной войне 1941—1945 гг.»
- Медаль «За доблестный труд. В ознаменование 100-летия со дня рождения Владимира Ильича Ленина»